# 长果柄椅杨
长果柄椅杨（学名：Populus wilsonii f. pedicellata）为杨柳科杨属椅杨下的一个变型。

## 扩展阅读
- 維基物種上的相關：长果柄椅杨